# Le Grand-Celland
Le Grand-Celland è un comune francese di 565 abitanti situato nel dipartimento della Manica nella regione della Normandia.

## Società

### Evoluzione demografica
Abitanti censiti